# Amblyeleotris latifasciata
Amblyeleotris latifasciata és una espècie de peix de la família dels gòbids i de l'ordre dels perciformes.

## Morfologia
Els mascles poden assolir els 13 cm de longitud total.

## Distribució geogràfica
Es troba al Golf de Tailàndia, les Filipines i Bali (Indonèsia).